# Kertész Zoltán
Kertész Zoltán (Nádudvar, 1948. január 6. –) magyar állatorvos, politikus, 1990 és 1998 között országgyűlési képviselő (SZDSZ).

## Élete
Kertész Zoltán 1948-ban született a Hajdú vármegyei Nádudvaron, Kertész Lajos gazdálkodó és Kovács Irén fiaként. Általános iskolai tanulmányait Nádudvaron, középiskolai tanulmányait pedig a hajdúszoboszlói Hőgyes Endre Gimnáziumban végezte, ahol 1966-ban érettségizett. Az Állatorvostudományi Egyetem hallgatója lett, ahol 1971-ben szerzett állatorvosi diplomát. Előbb a Csongrád Megyei Állat-egészségügyi Állomás üzemi állatorvosa volt Makón, majd Kiszomboron, 1987-ben pedig a Kaposvári Hybridsertés-tenyésztő és Értékesítő Vállalat nyugat-dunántúli területi szaktanácsadó állatorvosa lett Sopronban, a vállalatnak 1995-ben rövid ideig vezérigazgatója is volt.
A rendszerváltás idején kezdett közélettel foglalkozni Sopronban, 1989-ben belépett a Szabad Demokraták Szövetségébe. A párt helyi szervezetének előbb ügyvivője, majd 1991 és 1994 között elnöke, 1992-től 1994-ig, majd 1996-tól 1998-ig az országos tanács tagja volt. Az 1990-es országgyűlési választáson az SZDSZ Győr-Moson-Sopron megyei területi listájáról, az 1994-es országgyűlési választáson pedig Győr-Moson-Sopron megye 7. számú, Sopron központú választókerületéből szerzett mandátumot, az Országgyűlésben a gazdasági bizottság és a mezőgazdasági bizottság tagja volt. Az 1998-as országgyűlési választáson nem jutott a parlamentbe.